# Eee Gee
Emma Grankvist, mieux connue sous le nom de scène Eee Gee, est une auteure-compositrice danoise. Elle est connue pour des chansons telles que Killing It, Perfect 10 et Promise to Pick Up the Phone,.

## Biographie
Emma Grankvist grandit au nord de Copenhague, où elle obtient son diplôme au Christianshavns Gymnasium - en même temps que son ami d'enfance, le musicien Pil, avec qui elle suivait des cours de musique. Elle tente ensuite à six reprises d'être admise au conservatoire de Rymisk, sans succès, et lorsqu'un contrat avec Sony Music n'aboutit pas, elle se rend à New York en 2020 pour y poursuivre une carrière musicale. Tout en effectuant divers petits boulots, Eee Gee fait ses débuts au sein du duo electropop Young Tiger, qui sort l'EP Yours Truly en 2019,. Bien que le duo connaisse un certain succès, Grankvist décide de se lancer en solo et sort plusieurs singles, dont Favourite Love, qui devient Inevitable de P3.
Après plusieurs singles et une période de vie à New York, elle sort l'album Winning en février 2022, très bien accueilli par la critique,,,.
En 2023, Eee Gee est nommée pour le prix Music Moves Europe - sans le remporter. À la fin de l'été 2023, elle sort son deuxième album, She-Rex, qui, comme le premier, reçoit des critiques favorables,,. Le 29 mars 2024, Eee Gee sort le single Louise en collaboration avec le musicien féroïen Teitur. La chanson est une chanson commémorative pour leur amie commune Louise, qui présente Emma et Teitur l'un à l'autre en 2017. Louise est décédée de manière soudaine et inattendue en 2018. 

## Discographie
- 2022 : Winning
- 2023 : She-Rex